# Konrad von Parzham

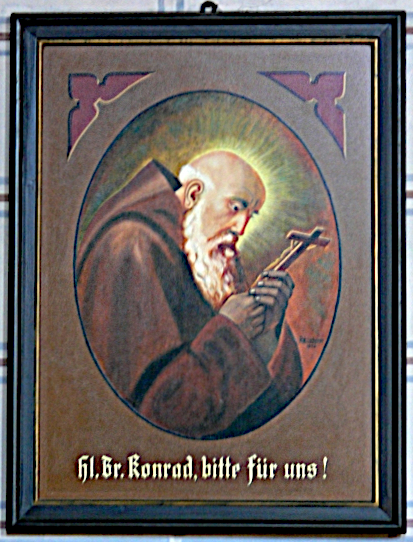
Bruder Konrad (Andachtsbild in der Pfarrkirche St. Margareta in Heimenkirch im Allgäu)

Konrad von Parzham OFMCap (* 22. Dezember 1818 in Parzham in der Pfarrei Weng bei Bad Griesbach im Rottal als Johannes Evangelist Birndorfer; † 21. April 1894 in Altötting) war ein Laienbruder aus dem Kapuzinerorden. Er wurde 1934 heiliggesprochen.

## Leben

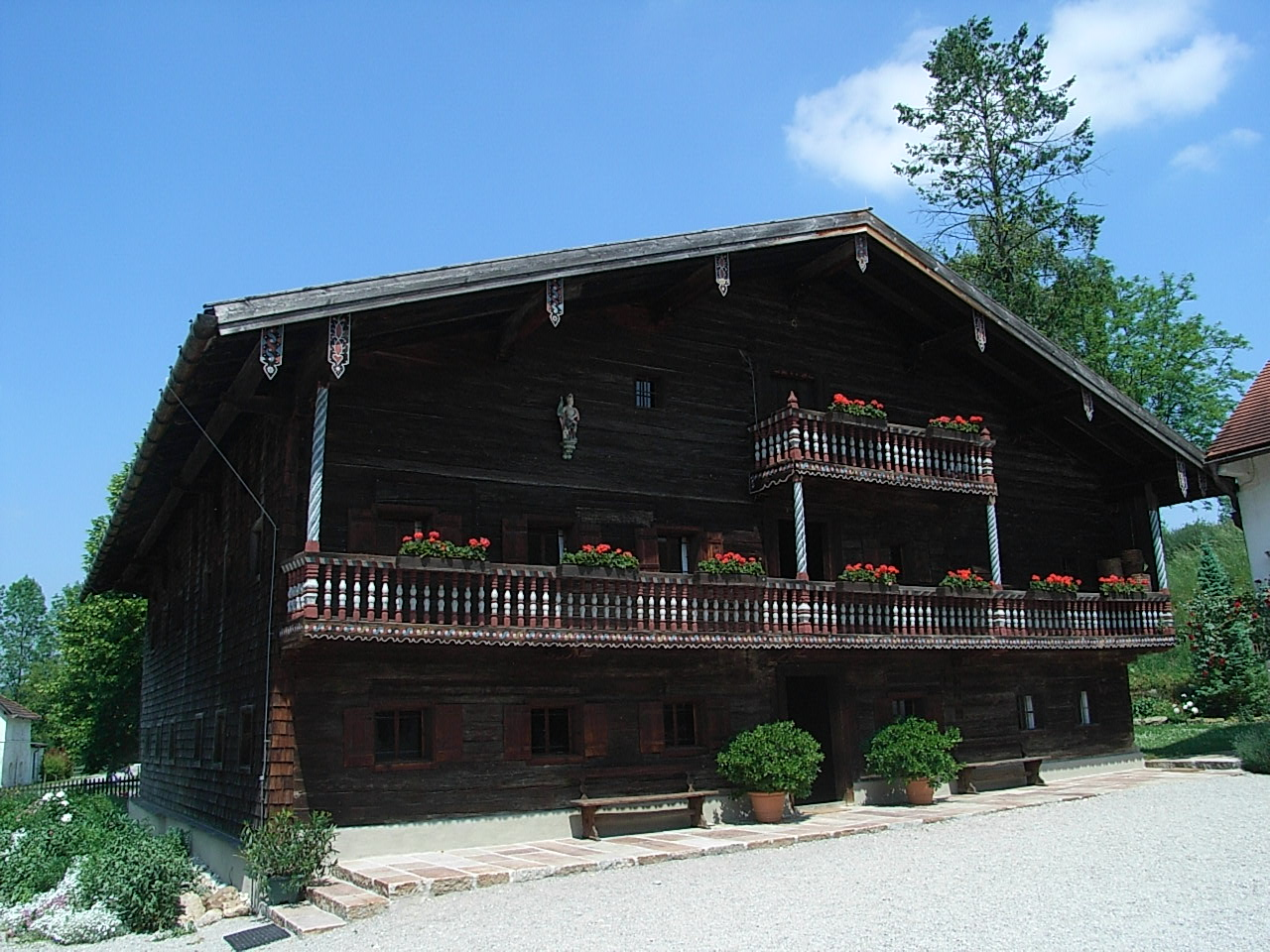
Bruder Konrads Geburtshaus

Johann Birndorfer war das elfte von zwölf Kindern des Bauern Bartholomäus Birndorfer und seiner Frau Gertrude Niedermayer. Er arbeitete als Knecht auf dem elterlichen Hof im Rottal, den er übernehmen sollte, fühlte sich aber von Kindheit an zu Gott hingezogen.
„Vom Venushof-Hansl müssen wir das Beten lernen“, sagte man in Parzham über Johann Birndorfer. Und: „Wenn der kein Heiliger wird, wird es niemand.“ Er trat 1849 in das Kapuziner-Kloster St. Anna in Altötting ein, das seit 1961 seinen Namen trägt, und erhielt den Ordensnamen Konrad. Dort versah er von 1852 an 41 Jahre lang den Dienst eines Pförtners. Da den Kapuzinern die Betreuung der Wallfahrer in Altötting oblag, war dies eine sehr arbeitsintensive Aufgabe. Er zeichnete sich durch Gebetseifer, stete Dienstbereitschaft und aufopfernde Liebe aus. Er wurde vom Volk geliebt und von den Wallfahrern verehrt. Bruder Konrad starb 1894. In der Kirche des Klosters fand Konrad seine letzte Ruhestätte. Sie wurde 1953 in Bruder-Konrad-Kirche umbenannt.

## Verehrung
Papst Pius XI. sprach Konrad von Parzham am 15. Juni 1930 selig und am 20. Mai 1934 heilig. Die bayerische und die ungarische Kapuzinerprovinz, die Diözese Passau, das Bonifatiuswerk in Deutschland und das Seraphische Liebeswerk Altötting wählten ihn zum Patron bzw. Mitpatron. Eine unübersehbare Zahl kirchlicher und öffentlicher Einrichtungen wurde nach ihm benannt: Gotteshäuser und Kirchengemeinden, Heime und Werkstätten, Kindergärten, Bildungszentren und Schulen, Musikkreise, Orchester und Chöre sowie Straßen, Alleen und Apotheken. Sein Festtag ist der 21. April.
Es finden alljährlich verschiedene Bruder-Konrad-Ritte mit Pferdesegnung statt.

## Das Geburtshaus
Seine Geburtsstätte, der 1750 erbaute Venushof, blieb bis in die 1950er-Jahre Eigentum seiner Verwandtschaft. Dann erwarb ein heimatvertriebener Bauer aus Schlesien den Hof. 1971 kaufte der Bruder-Konrad-Verein Parzham e. V. das Bauwerk und errichtete hier nach einer umfassenden Renovierung eine Wallfahrts- und Gedenkstätte.